# Oslagbara 1989–1999
Oslagbara 1989-1999 er en opsamlings-CD (dog med enkelte nye numre) af Niklas Strömstedt fra 1998. CD'en er udgivet på Metronome.

## Numre
- Nu har det landat en ängel (ny)
- Sista morgonen
- En kvinna och en man
- Förlorad igen
- Om
- Vart du än går
- Flickor talar om kärleken (män dom gör just ingenting alls)
- En väg till mitt hjärta
- December utan dej (ny)
- Halvvägs till främtiden
- I hennes rum
- Oslagbara!
- Bilderna av dej
- Sånt är livet
- Inga änglar gråter
- 24 timmar
- Färja ut i rymden
- Byns enda blondin (ny)